# Руденко Мирослав Володимирович
Миросла́в Володи́мирович Руде́нко (нар.21 січня 1983, Дебальцеве, Донецька область, Українська РСР, СРСР) — український колабораціоніст з Росією, проросійський сепаратист, політичний та державний діяч терористичного угрупування Донецька Народна Республіка, член уряду ДНР, депутат Народної Ради ДНР, представник комітету освіти, науки та культури, публіцист, історик, поет.
Разом з однокурсником Павлом Губарєвим активний учасник проросійських мітингів у Донецьку. Колишній лідер терористичної військової організації «Народне ополчення Донбасу», один з організаторів незаконних референдумів на тимчасового окупованих територія сходу України під час повномасштабного вторгнення Росії.

## Життєпис
Народився в місті Дебальцеве Донецької області в родині Володимира Руденка.
Закінчив історичний факультет Донецького національного університету імені Василя Стуса. Разом з Павлом Губарєвим створив студентську організацію «АК-47». З 2000 року проживав у Донецьку. Працював в Донецькій міській раді в агентстві по туризму.

### Участь в проросійських мітингах
Брав активну участь проросійських мітингах на сході України та агітував за відокремлення Донбасу від України, беручи участь в незаконому референдумі 11 травня. Був організатором «Російських маршів» у Донецьку, разом з Павлом Губарєвим був активістом Народного ополчення Донбасу.

## Політична діяльність в ДНР
- 8 квітня — 15 травня 2014 — 1-й співголова тимчасового уряду Донецької Народної Республіки.
- 7 квітня 2014 — депутат Верховної Ради ДНР
- 2 листопада 2014 — депутат Народної Ради ДНР

В листопаді 2018 був переобраний на нове скликання НР ДНР.

## Санкції
Через підтримку російської агресії та порушення територіальної цілісності України під час російсько-української війни перебуває під персональними міжнародними санкціями різних країн.
З 12 березня 2022 року перебуває під санкціями всіх країн Європейського союзу.
З 31 грудня 2020 року перебуває під санкціями Великої Британії.
З 19 грудня 2014 року перебуває під санкціями Сполучених Штатів Америки.
З 19 грудня 2014 року перебуває під санкціями Канади.
З 16 березня 2022 року перебуває під санкціями Швейцарії.
З 2 жовтня 2020 року перебуває під санкціями Австралії.
З 9 грудня 2014 року перебуває під санкціями Японії.
Указом Президента України Володимира Зеленського від 24 червня 2021 року перебуває під санкціями України.
З 3 травня 2022 року перебуває під санкціями Нової Зеландії.

## Погляди
Просував різноманітні концепції українського етносу. За словами Мирослава Руденка, українці — це русини, що відмовились від російської ідентичності. В другій він стверджує, що субстрат українців встановили «словянізовані тюрки». На думку колоборанта для етнічного єднання важливо не походження, а ідентичність.